# مسألة جسمين

جسمين متماثلي الكتلة يدوران حول نقطة مركزية مشتركة بمدار بيضوي.

في الميكانيكا الكلاسيكية، تعني مسألة جسمين التحقق من حركة جسمين نقطيين يتآثران ببعضهما فقط. من الأمثلة العامة الأقمار التي تدور حول كوكب، الكوكب الذي يدور حول نجم، نجمين يدوران حول بعضهما (نجم ثنائي)، والإلكترون في مداره حول نواة الذرة.
يمكن إعادة صياغة مسألة جسمين على أنهما إثنتين لمسألة جسم واحد مستقلتين، أحدهما عادي والآخر تقع عليه مسألة حل حركة جسيم في وجود كمون خارجي. لما كان ممكناً حل العديد من مسائل الجسم الواحد بدقة، يمكن أيضا حل مسألة الجسمين. بالمقارنة، فإن مسألة ثلاثة أجسام على وجه الخصوص ومسألة ن-جسم حيث ن≥3 عموماً لا يمكن حلها إلا في حالات خاصة.

جسمين مختلفين في الكتلة قليلا يدوران حول نقطة مشتركة. هذه المقاسات وهذا النوع الخاص من المدارات مشابه لنظام بلوتو-شارون.

## تخفيض الإثنتين إلى مسألتين لجسم واحد

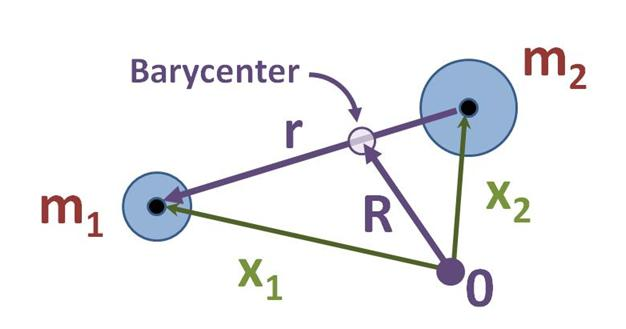
إحداثيات جاكوبي لمسألة جسمين; إحداثيات جاكوبي هي and مع.

لتكن x1 وx2 هما موضعي الجسمين، وm1 وm2 هما كتلتيهما. الهدف هو التحقق من مساري المقذوفتين x1(t) وx2(t) لكل الأزمنة t، بدلالة المواضع الأولية x1(t=0) وx2(t=0) والسرعات الابتدائيةv1(t=0) وv2(t=0).
عند تطبيقها على الكتلتين، قانون نيوتن الثانيwينص على
{\displaystyle \mathbf {F} _{12}(\mathbf {x} _{1},\mathbf {x} _{2})=m_{1}{\ddot {\mathbf {x} }}_{1}\quad \quad \quad (\mathrm {Equation} \ 1)}
{\displaystyle \mathbf {F} _{21}(\mathbf {x} _{1},\mathbf {x} _{2})=m_{2}{\ddot {\mathbf {x} }}_{2}\quad \quad \quad (\mathrm {Equation} \ 2)}
حيث F12تمثل القوة على الكتلة 1 نتيجة لتآثرها مع الكتلة 2، وF21 هي القوة المؤثرة على الكتلة 2 نتيجة تآثرها مع الكتلة 1.
بجمع وطرح هاتين المعادلتين يمكننا فصلهما إلى مسألتين منفصلتين لمسألة جسم واحد، وبالتالي حلهما بشكل مستقل.
بجمع المعادلتين (1) و(2) يعطينا معادلة تصف حركة مشتركة حول مركز الكتلة (مرجح). بالمقارنة، طرح المعادلة (2) من المعادلة (1) يعطي معادلة تصف كيف يتغير المتجه r = x1 − x2 بين الكتلتين زمنيا. إن الحل المنفصل لمسألة جسم واحد لهما يمكن دمجه لإيجاد الحلول لمساري القذيفتين x1(t) and x2(t).

### حركة مركز الكتلة (مسالة جسم واحد الأولى)
بإضافة معادلات القوى (1) و(2) نحصل على
{\displaystyle m_{1}{\ddot {\mathbf {x} }}_{1}+m_{2}{\ddot {\mathbf {x} }}_{2}=(m_{1}+m_{2}){\ddot {\mathbf {R} }}=\mathbf {F} _{12}+\mathbf {F} _{21}=0}
حيث أننا استعملنا قانون نيوتن الثالث F12 = −F21 وحيث أن
{\displaystyle \mathbf {R} \equiv {\frac {m_{1}\mathbf {x} _{1}+m_{2}\mathbf {x} _{2}}{m_{1}+m_{2}}}}
تمثل موضع مركز الثقل (المرجح) للنظام. المعادلة الناتجة
{\displaystyle {\ddot {\mathbf {R} }}=0}
تبين أن السرعة المتجهة V = dR/dt لمركز الكتلة تكون ثابتة، وينجم عن ذلك ثبات إجمالي كمية التحرك m1 v1 + m2 v2 أيضا (حفظ كمية التحرك). بالتالي يمكن تحديد الموضع R (t) لمركز الكتلة في جميع الأوقات من الموضعين والسرعتين الابتدائيتين.

### حركة إزاحة المتجه (مسالة جسم واحد الثانية)
بقسمة معادلتي القوة على الكتل ذات العلاقة، بطرح المعادلة الثانية من الأولى وبإعادة الترتيب نحصل على المعادلة
{\displaystyle {\ddot {\mathbf {r} }}={\ddot {\mathbf {x} }}_{1}-{\ddot {\mathbf {x} }}_{2}=\left({\frac {\mathbf {F} _{12}}{m_{1}}}-{\frac {\mathbf {F} _{21}}{m_{2}}}\right)=\left({\frac {1}{m_{1}}}+{\frac {1}{m_{2}}}\right)\mathbf {F} _{12}}
حيث استعملنا مرة أخرى قانون نيوتن الثالثw F12 = −F21 وحيث أن r تمثل متجه الإزاحة من الكتلة 2 إلى الكتلة 1، كما هو معرف أعلاه.
القوة بين الجسمين، التي مصدرها الجسمين، ينبغي أن تكون دالة فقط في المسافة الفاصلة بينهما، r وليس في موضعيهما المطلقين x1 وx2; ما لم، لن يكون للفيزياء تماثل معنوي، أن قوانين الفيزياء ستتغير من مكان لآخر. بعبارة أخرى، ليست المسألة في أي مكان في الكون يقع الجسمين، بما أنهما الجسمين الوحيدين في الكون وأنهما مصدر القوى المؤثرة على بعضهما. بالطبع فهذا ليس هو الواقع، وإنما فكرة للتبسيط.. لكن، صمن حدود المسألة، تعتمد القوة على rفقط، ويمكن كتابة المعادلة المطروحة:
{\displaystyle \mu {\ddot {\mathbf {r} }}=\mathbf {F} _{12}(\mathbf {x} _{1},\mathbf {x} _{2})=\mathbf {F} (\mathbf {r} )}
حيث {\displaystyle \mu } هي كتلة مخفضة
{\displaystyle \mu ={\frac {1}{{\frac {1}{m_{1}}}+{\frac {1}{m_{2}}}}}={\frac {m_{1}m_{2}}{m_{1}+m_{2}}}}
بحل المعادلة في r(t)نكون قد حللنا لغز مسألة الجسمين; الطرق العامة للحل مشروحة بالأسفل.
عند إيجادR (t) وr(t)، يمكن حينئذ إيجاد المسارات الأصلية للمقذوفتين
{\displaystyle \mathbf {x} _{1}(t)=\mathbf {R} (t)+{\frac {m_{2}}{m_{1}+m_{2}}}\mathbf {r} (t)}
{\displaystyle \mathbf {x} _{2}(t)=\mathbf {R} (t)-{\frac {m_{1}}{m_{1}+m_{2}}}\mathbf {r} (t)}
ويمكن التحقق أيضا بتعويض تعريفات R وr في طرفي المعادلتين من اليمين.

## حركة جسمين في مستوى
تقع حركة جسمين حول بعضهما دائما على مستوى (في مركز إطار الكتلة). بتعريف كمية التحرك الخطي p والزخم الزاوي L بالمعادلات
{\displaystyle \mathbf {L} =\mathbf {r} \times \mathbf {p} =\mathbf {r} \times \mu {\frac {d\mathbf {r} }{dt}}}
معدل التغير في الزخم الزاوي L يساوي صافي العزم N
{\displaystyle \mathbf {N} ={\frac {d\mathbf {L} }{dt}}={\dot {\mathbf {r} }}\times \mu {\dot {\mathbf {r} }}+\mathbf {r} \times \mu {\ddot {\mathbf {r} }}\ ,}
بالاستعانة بخاصية الضرب المتجهي بأن v × w = 0 لأي متجهات v وw مشيرة في نفس الاتجاه،
{\displaystyle \mathbf {N} \ =\ {\frac {d\mathbf {L} }{dt}}=\mathbf {r} \times \mathbf {F} \ ,}
مع F = μ d 2r / dt 2.

## الحل العام للقوى المركزية
في العديد من المسائل الفيزيائية، تسمى القوة (F(r قوة مركزية, أي أنها على الصورة
{\displaystyle \mathbf {F} (\mathbf {r} )=F(r){\hat {\mathbf {r} }}}
حيث r = |r| وr̂ = r/r يمثل متجه الوحدة المقابل. يصبح لدينا الآن:
{\displaystyle \mu {\ddot {\mathbf {r} }}={F}(r){\hat {\mathbf {r} }}\ ,}
حيث F(r) تكون سالبة في حال قوى الجذب.
في حالات كهذه يكون من الأنسب الانتقال إلى الإحداثيات القطبية، بما أن الحركة في المستوى. يمكن احتساب المشتقة الثانية بسهولة بالنظر للعلاقة بين الإحداثيات الكارتيزية والقطبية:
{\displaystyle \mathbf {r} =(x,\ y)=r(\cos \theta ,\ \sin \theta )\ ,}
باستعمال تفاضل المتجة في الإحداثيات القطبية نجد أن
{\displaystyle {\ddot {\mathbf {r} }}=({\ddot {r}}-r{\dot {\theta }}^{2}){\hat {\mathbf {r} }}+{\frac {1}{r}}\;{\frac {d}{dt}}\left(r^{2}{\dot {\theta }}\right){\hat {\boldsymbol {\theta }}}=({\ddot {r}}-r{\dot {\theta }}^{2}){\hat {\mathbf {r} }}+{\frac {1}{\mu r}}\;{\dot {L}}{\hat {\boldsymbol {\theta }}}=({\ddot {r}}-r\omega ^{2}){\hat {\mathbf {r} }}+{\frac {1}{\mu r}}\;{\dot {L}}{\hat {\boldsymbol {\theta }}}}
حيث أن ω هي السرعة الزاوية وL = μ r2 ω هو الزخم الزاوي.
لما كانت القوة بالاتجاه الشعاعي، فإن الحد في الاتجاه الأفقي {\displaystyle {\hat {\boldsymbol {\theta }}}} طريقة أخرى لاستنباط علاقة حفظ الزخم الزاوي.
يمكن الآن كتابة معادلة المركبة الشعاعية لمتجه الإزاحة:
{\displaystyle F(r)=\mu {\ddot {r}}-\mu r\omega ^{2}=\mu {\frac {d^{2}r}{dt^{2}}}-{\frac {L^{2}}{\mu r^{3}}}}
إذا كانت L ذات قيمة لاصفرية، يمكن تغيير المتغير المستقل في المعادلة الشعاعية من t إلى θ
{\displaystyle {\frac {d}{dt}}={\frac {L}{\mu r^{2}}}{\frac {d}{d\theta }}}
معطين معادلة الحركة الجديدة
{\displaystyle {\frac {L}{r^{2}}}{\frac {d}{d\theta }}\left({\frac {L}{\mu r^{2}}}{\frac {dr}{d\theta }}\right)-{\frac {L^{2}}{\mu r^{3}}}=F(r).}
تصبح هذه المعادلة شبه خطية في عملية تغيير المتغيرات u = 1/r
{\displaystyle {\frac {d^{2}u}{d\theta ^{2}}}+u=-{\frac {\mu }{L^{2}u^{2}}}F(1/u)}

## نظرية بيرتراند
بين بيرتراند أن هناك نوعين فقط من القوى تنتج عنها مدارات مغلقة، F(r) = αr (قوة خطية) وF(r) = α/r2 (قانون التربيع العكسي). المدار المغلق هو مدار قابل للدخول: يعود إلى وضعية البداية بعد وقت محدد تماما بنفس السرعة; بالتالي، فإنه ينفذ تماماً نفس الحركة مرة تلو أخرى. أحد هذه المعايير يكمن في أن الفترة اللازمة للتذبذب شعاعياً ينبغي أن يكون مساوياً لعدد نسبي مضروب في الفترة اللازمة للدوران حول المدار. قابلية القياس لهذه الدورة يمكن أن تكون صحيحة في حالات خاصة لقوانين قوة أخرى، ولكنها صحيحة عموماً في القانونين الخاصين المذكروين آنفين.

## حل مسائل القوة المركزية بدلالة دوال معلومة
يمكن حل هذه المعادلة لأجل (u(θ عدديا تقريبا لأي قوة مركزية (F(1/u. مع ذلك، هناك عدد بعدد الأصابع لقوى ينتج عنها صيغاً لـ u بدلالة دوال معينة من θ. يقال عن هذا النوع من المسائل بإنها قابلة للتكامل، كونها تتعلق بحل التكامل
{\displaystyle \theta =\int ^{r}{\frac {dr}{r^{2}}}{\frac {1}{\sqrt {C-u^{2}-{\frac {2}{h^{2}}}\int ^{r}F(r)dr}}}}
حيث C ثابت التكامل. تم اشتقاق هذا التكامل من مكاملة المعادلة لـu مرة
{\displaystyle \left({\frac {du}{d\theta }}\right)^{2}=C-u^{2}-{\frac {2}{h^{2}}}\int ^{r}F(r)dr}
إذا كانت القوة عبارة عن قانون أسي أي إذا كانت F(r) = G rn، فإنه يمكن التعبير عن u بدلالة الدوال الدائرية و\أو الدوال البيضوية إذا وإذا كان فقط n مساويا لـ 1, -2, -3 (دوال دائرية) و-7, -5, -4, 0, 3, 5, -3/2, -5/2, -1/3, -5/3 و-7/3 (دوال بيضوية). بالمثل، هناك ثمان تراكيب خطية ممكنة فقط من قوانين القوى تعطينا الحل بدلالة الدوال الدائرية والبيضوية
{\displaystyle F(r)=Ar^{-3}+Br}
{\displaystyle F(r)=Ar^{-3}+Br^{-2}}
{\displaystyle F(r)=Ar^{-3}+Br+Cr^{3}+Dr^{5}}
{\displaystyle F(r)=Ar^{-3}+Br+Cr^{-5}+Dr^{-7}}
{\displaystyle F(r)=Ar^{-3}+Br^{-2}+Cr+D}
{\displaystyle F(r)=Ar^{-3}+Br^{-2}+Cr^{-4}+Dr^{-5}}
{\displaystyle F(r)=Ar^{-3}+Br^{-2}+Cr^{-3/2}+Dr^{-5/2}}
{\displaystyle F(r)=Ar^{-3}+Br^{-1/3}+Cr^{-5/3}+Dr^{-7/3}}
الحالتين الأوليتين هما حالتان خاصتان من الحالات الأربع التالية، وينتج عنها دوال دائرية دائماً.

## مبرهنة نيوتن للمدارات الدوارة
ينتج الحد r−3 في جميع قوانين القوى السابق ذكرها، مشيراً إلى أن إضافة قوة التكعيب العكسي لا يؤثر على قابلية حل المسألة بدلالة حدود دوال معلومة.بشكل عام، بين إسحق نيوتن أنه، بإجراء تعديلات على الشروط الابتدائية، فإن إضافة قوة كهذه لا يؤثر على الحركة الشعاعية للجسيم، لكنه يضاعف حركتها الزاوية بمعامل ثابت. الجدير بالذكر أن توسيعاً لمبرهنة نيوتن اكتشف عام 2000 من قبل محمود وفاودا.

## مبرهنة بونيت
تنص مبرهنة بونيت على أنه، إذا كان ممكناً إنتاج نفس المدار بعدد n من أنواع القوى المختلفة تحت شروط ابتدائية مختلفة من السرعة، فإن نفس المدار يمكن إنتاجه بتركيب خطي من نفس القوى، إذا تم اختيار سرعة ابتدائية بعناية.

## قوانين قوة التربيع العكسي: مسألة كبلر
إذا كانت {\displaystyle F} قوة مركزية خاضعة لقانون التربيع العكسي مثل الجاذبية أوالكهروستاتيكا في الفيزياء الكلاسيكية
{\displaystyle F={\frac {\alpha }{r^{2}}}=\alpha u^{2}}
من أجل ثابت ما {\displaystyle \alpha } (سالب القيمة في حال قوة الجذب، موجب في قوى التنافر)، تصبح معادلة مسار القذيفة خطية
{\displaystyle {\frac {d^{2}u}{d\theta ^{2}}}+u=-{\frac {\alpha \mu }{L^{2}}}.}
حل هذه المعادلة هو
{\displaystyle u(\theta )\equiv {\frac {1}{r(\theta )}}=-{\frac {\alpha \mu }{L^{2}}}+A\cos(\theta -\theta _{0})}
حيث {\displaystyle A} و{\displaystyle \theta _{0}} هي ثوابت، {\displaystyle A\geq 0} ولأجل {\displaystyle \alpha >0} (قوة تنافر) المتطلب الإضافي {\displaystyle A\geq {\frac {\alpha \mu }{L^{2}}}}. ذات هذا الحل الممكن تطبيقه على القيم {\displaystyle \theta } التي لها u > 0، يرينا أنالمدار عبارة عن مقطع مخروطي. من أجل {\displaystyle \alpha <0} (قوة جذب) يكون قطع ناقص، قطع زائد أوقطع مكافئ, وذلك اعتمادا على ما إذا كانت {\displaystyle A} أقل من، أكبر من، أو تساوي {\displaystyle -{\frac {\alpha \mu }{L^{2}}}}. لأجل {\displaystyle \alpha >0} (قوة تنافر) يكون دائماً قطاع زائد. لأجل{\displaystyle \alpha =0} يكون خط مستقيم.
يطلق على هذه الحالة الخاصة من قانون التربيع العكسي لجسمين مسألة كبلر.

## الشغل
إجمالي الشغل المبذول خلال فترة زمنية ما بواسطة القوى الناشئة عن تأثير الجسمين على بعضهما هو نفسه الشغل المبذول عند تطبيق قوة واحدة على كلا الإزاحتين.

## كتب مرجعية
- ليف لانداو، يفغيني ليفشتز (1976). Mechanics (ط. 3rd.). New York: Pergamon Press. ISBN:0-08-029141-4.
- هربرت غولدشتاين (1980). Classical Mechanics  [لغات أخرى]‏ (ط. 2nd.). New York: Addison-Wesley. ISBN:0-201-02918-9.

## وصلات خارجية
- Two-body problem at ولفرام ريسيرتش